# Juniperus media
Juniperus media là một loài thực vật hạt trần trong họ Cupressaceae. Loài này được V.D. Dmitriev mô tả khoa học đầu tiên..